# Thelypteris juruensis
Thelypteris juruensis är en kärrbräkenväxtart som först beskrevs av Carl Frederik Albert Christensen, och fick sitt nu gällande namn av R. M. Tryon och D.S.Conant. Thelypteris juruensis ingår i släktet Thelypteris och familjen Thelypteridaceae. Inga underarter finns listade.